# Richard A. Knaak
Richard A. Knaak (Chicago, 28 maggio 1961) è uno scrittore statunitense, noto principalmente per le sue opere fantasy ambientate negli universi narrativi di Dragonlance e Warcraft.
Nella sua carriera ha scritto 152 opere ed è stato tradotto in 16 lingue diverse.

## Biografia
Nato a Chicago, in Illinois, oggi vive tra questa città e l'Arkansas. Laureato in retorica all'Università dell'Illinois - Urbana-Champaign. Ha iniziato ad interessarsi alla letteratura fantasy ed alla fantascienza dopo aver letto un libro della scrittrice Andre Norton (Storm Over Warlock, del 1960).

## Opere (parziale)
Dragonlance 
- La leggenda di Huma (1988, The Legend of Huma)
- La leggenda del minotauro  (1990, Kaz the Minotaur)
- Il figlio di Huma (1997, in I draghi del Chaos, titolo originale The Son of Huma)
- La notte di sangue (2003, Night of Blood)
- Mare di sangue (2004, Tides of Blood)
- L'impero di sangue (2005, Empire of Blood)

 Warcraft 
- Day of the Dragon (2001)
- Trilogia della Guerra degli Antichi
  - Il Pozzo dell'Eternità (2004, The Well of Eternity)
  - L'Anima dei Demoni (2004 , The Demon Soul)
  - L'abisso (2005 , The Sundering)
- Sunwell: la trilogia
  - Dragon Hunt - Caccia al drago (2005)
  - Shadows of Ice - Le ombre del ghiaccio (2006)
  - Ghostlands - Le terre fantasma (2007)
- La notte del drago (Night of the Dragon, 2008)
- Grantempesta (2010)
- Cuore di lupo (2011)

 Starcraft 
Inedito in lingua italiana.
- StarCraft: Frontline: Thundergod (2008, fumetto, disegni di Naohiro Washio)

 Dragonrealm 
Inediti in lingua italiana ad eccezione dei primi due.
- Drago di Fuoco (Urania Fantasy 46) ( Firedrake (1989), ISBN 0-445-20940-2 )
- Il Drago di Cristallo (Urania Fantasy 74) ( Ice Dragon (1989), ISBN 0-445-20942-9 )
- Wolfhelm (1990), ISBN 0-445-20966-6
- Shadow Steed (1990), ISBN 0-445-20967-4
- The Crystal Dragon (1993), ISBN 0-446-36432-0
- Dragon Crown (1994), ISBN 0-446-36464-9
- The Horse King (1997), ISBN 0-446-60353-8
- The Shrouded Realm (1991), ISBN 0-446-36138-0
- Children of the Drake (1991), ISBN 0-446-36153-4
- Dragon Tome (1992), ISBN 0-446-36252-2

 Diablo 
Inediti in lingua italiana.
- Legacy of Blood (2001), ISBN 0-671-04155-X
- The Black Road (2001)
- Kingdom of Shadow (2002), ISBN 0-7434-2692-4
- Moon of the Spider (2006), ISBN 0-7434-7132-6
- Birthright (2006)
- Scales of the Serpent (2007)
- The Veiled Prophet (2007)

 Altro 
- King of the Grey (1993), ISBN 0-446-36463-0
- Frostwing (1995), ISBN 0-446-60149-7
- The Janus Mask (1995), ISBN 0-446-60150-0
- Dutchman (1996), ISBN 0-446-60151-9
- Ruby Flames (1999), ISBN 0-671-03266-6
- Beastmaster:Myth (2009)